# Pimelodus navarroi
Pimelodus navarroi är en fiskart som beskrevs av Schultz, 1944. Pimelodus navarroi ingår i släktet Pimelodus och familjen Pimelodidae. Inga underarter finns listade i Catalogue of Life.